# 折立インターチェンジ
折立インターチェンジ（おりたてインターチェンジ）は、宮城県仙台市青葉区にある仙台西道路・愛子バイパスのインターチェンジ。
自動車専用道路の仙台西道路と一般道路の愛子バイパスとの境界となっている。

## 道路
東北道仙台宮城IC・仙台駅（広瀬通）方面
- 国道48号仙台西道路

作並温泉・山形方面
- 国道48号愛子バイパス

川崎・秋保・村田方面
- 宮城県道31号仙台村田線

北仙台・泉中央・大崎八幡宮方面
- 宮城県道31号仙台村田線（泉中央方面へは宮城県道37号仙台北環状線へ向かうことで到達することが可能）

## 隣
仙台西道路
折立IC  - 仙台宮城IC